# ایلات قوم لر
لرها گروهی از مردمان ایرانی هستند که در مرکز، غرب، جنوب و جنوب غربی ایران زندگی می‌کند، زبان آن‌ها لری است و بیشتر آن‌ها پیرو مذهب شیعه دوازده‌امامی هستند. ایلات قوم لر به دو دستهٔ لر بزرگ و لر کوچک (بخشی از مردم فِیلی) تقسیم می‌شوند که خود دارای زیرمجموعه‌های متعددی هستند.

## پراکندگی
قوم لر دارای تقسیم‌بندی‌های زیادی است که در مهم‌ترین و کلی‌ترین تقسیم‌بندی به دو شاخه لر بزرگ و لر کوچک تقسیم می‌شود. در برخی منابع مانند دانشنامه ایرانیکا، لک‌ها و لرها در یک دسته‌بندی قرار گرفته‌اند. مردم لر دارای پراکندگی در مناطق غرب و جنوب غربی ایران هستند. مناطق زیر طبق دانشنامه ایرانیکا مناطقی است که عشایر لر در آن ییلاق و قشلاق کرده یا یکجانشین شده‌اند.
به طور کلی لرها در استان های،چارمحال و بختیاری،خوزستان،لرستان،کهگیلویه و بویراحمد،همدان،فارس،اصفهان،ایلام،مرکزی زندگی می کنند.

## ایلات لر کوچک

### ایلات
زند
خان‌های زند که سلسلهٔ زندیه را تشکیل دادند، خود را لر معرفی می‌کردند.
ایل زند، از شاخه‌های لرهای شمالی به‌شمار می‌آمدند که در میانهٔ زاگرس و دشت‌های همدان به روش دامداری می‌زیستند.در بیشتر منابع از زند به عنوان ایلی لر نام برده شده‌است. دهخدا زند را ایلی لر معرفی می‌کندهمچنین در کتب درسی جمهوری اسلامی ایران هم به لر بودن زندها اشاره شده‌است. البته برخی منابع این طایفه را کُرد معرفی‌کرده‌اند.علیمراد خان زند ششمین حاکم زند، جد خود ایناق خان زند را لر می‌داند و در ادامه خود را لر توصیف می‌کند.
ترکاشوند
ترکاشوند نام یکی از ایلات لُر ساکن در لرستان، همدان، کرمانشاه و نواحی اطراف است. دانشنامه ایرانیکا ترکاشوندها را با اصالتی لُرتبار معرفی می‌کند.
بالوند
بالَه‌وند (یا بالَوَنْد)، از طوایف لر، ساکن هُلیَلان * در استان ایلام. ظاهراً نام باله‌وند با باله نسبت دارد. در میان نام رؤسای قدیمی ایل، نامهای باله و میرباله و بالة دوم دیده می‌شود. باله‌وندها اصلاً شاخه‌ای از «بزرگ ایل» دِلفانِ لرستان‌اند که گویا به دلیل اختلافاتی که در منطقة دلفان بروز کرد، محل سکونت خویش را ترک و به هلیلان کوچ کردند
سگوند
ایل سکوند به قولی برگرفته از سکا به معنی دلیر و شجاع یکی از ایلات لر ساکن غرب و جنوب غرب ایران و شرق و جنوب شرقی عراق است. گستره سکونتگاه این ایل، از جنوب استان کرمانشاه (منطقه سکاوند)، نواحی مرکزی استان لرستان تا شمال استان خوزستان می‌باشد. ایل سگوند شامل دو طایفه به اسم سگوند رحیم‌خانی و سگوند حاجی‌علی‌خانی است.
- تیره‌های اصلی سگوند رحیم‌خانی: مُختوا، حاجی کَلی، قلی، محمد، حاجی‌مَشه، خداوردی، علی‌دوست، سگوند خرده، مهدی‌خانی، شه‌عَینَل
- تیره‌های الحاقی سگوند رحیم‌خانی: عین‌الوند، کولی‌وند، نوکره مرا، مال امیر، چتال، لیوه، دَلی، سالاری‌ها، کرد، سَلیوَرزی، ساکی، رشنو
- تیره‌های اصلی سگوند حاجی‌علی‌خانی: مختوا، قلی، علی‌دوست، خداوردی (این چهار تیره در سگوند رحیم‌خانی نیز هستند)
- تیره‌های الحاقی سگوند حاجی‌علی‌خانی: پیامنی، فقیر، چک مسی، شاکی[۲۳]

بالاگریوه
بالاگِریوِه یکی از ایلات بزرگ لر کوچک است. ولادیمیر مینورسکی خاورشناس و ایران‌شناس معروف روسی طایفه‌های بالاگریوه را به عنوان لرهای اصیل معرفی می‌کند. این ایل شامل طایفه‌های جودکی، دیرکوند، رشنو، بهاروند، میر، قلاوند می‌شود، مسیو چریکف در سفرنامه خود طایفه‌های بالاگریوه را ده طایفه معرفی می‌کند که عبارتند از دیرکوند، پیرانه وند، باج آلاوند، ساکی، جودکی، رشنی، ماما صارم، مکان علی و مقیمه. سکونت‌گاه این ایل شمال خوزستان، جنوب و شرق لرستان و شرق استان ایلام است، شهرهای اندیمشک، پلدختر، دره‌شهر، خرم‌آباد و قسمت‌هایی از دزفول و ملایر محل زندگی این ایل هستند. مردم این ایل به زبان لری بالاگریوه‌ای صحبت می‌کنند.
بیرانوند
بیرانوند یکی از ایلات لر ساکن پیشکوه در لرستان است، این ایل به دو شاخهٔ آلاهیان و دشاییان تقسیم می‌شود. بیرانوندها از ایل‌های لری بودند که در شکل‌گیری حکومت زندیه نقش داشتند.
بیرانوندها در کنار سکوندها، پاپی‌ها و چگنی‌ها در شورش سال ۱۳۰۲ خورشیدی علیه نیروهای دولتی حکومت پهلوی شرکت داشتند.
قیاسوند
از ایلات لرستان می‌باشد قیاسوند یکی از طوایف که در بالاگریوه ساکن می‌باشد. عده‌ای از ایل قیاسوند در پلدختر خرم‌آباد بروجرد درود ازنا الیگودرز ساکن هستند و در خارج از لرستان در قزوین، لوشان، نهاوند، ملایر، ایلام، دره شهر، اندیمشک، کرمانشاه و… در کشور عراق با فامیلی القیسی و الفیلی و ساکن هستند.
دیرکوند
بخشی از ایل بالاگریوه است که از جنوب خرم‌آباد تا اندیمشک ساکن هستند، دیرکوند به سه شاخهٔ اصلی میر، قلاوند، بهاروند و تیره‌های وابستهٔ دیگری مانند نجفوند، طافی، شورابی، ساتیاروند، طالب‌وند و … تقسیم می‌شود. تا دههٔ ۱۹۲۰ میلادی جمعیت این ایل بیش از ۱۰٬۰۰۰ خانوار بودند، ولادیمیر مینورسکی دیرکوندها را از طایفه جنگروی معرفی می‌کند.
دیرکوندها به زبان لری بالاگریوه‌ای تکلم می‌کنند.
حسنوند
حسنوند نام یکی از ایلات لر است. محل سکونت این ایل لرستان و ایلام است این ایل بخشی از ایل بزرگ سلسله است.
چگنی
چگنی از بزرگ‌ترین ایلات لر ساکن در ایران و عراق است، چگنی‌ها در ایران عمدتاً در استان‌های لرستان، قزوین، فارس ساکن هستند، گروهی از چگنی‌ها در دوران صفویان به قزوین و خراسان تبعید شدند، چگنی‌ها به گویش خاصی از زبان لری سخن می‌گویند که به آن لری چگنیونه می‌گویند. آن‌ها در قرون دهم و یازدهم هجری در دم و دستگاه حکومت صفوی راه یافتند و به همین دلیل در قزوین پایتخت صفویه ساکن شدند. البته دانشنامه ایرانیکا، چگنی‌ها را کرد تبار معرفی می‌کنند.
ساکی
ساکی یکی از ایل‌های لر ساکن لرستان و خوزستان است که پس از کشته شدن حسین‌خان ساکی رئیس ایل در اوایل حکومت قاجار فروپاشید و هم‌اکنون یکی از طایفه‌های ایل سکوند محسوب می‌شود.
هداوند
ایل هداوند یکی از ایل‌های لر استان تهران است که بیشتر در منطقهٔ ورامین شامل شهرستان‌های ورامین، پیشوا، پاکدشت ساکن هستند، ایل هداوند در زمان شاه عباس به ورامین تبعید شدند.
کایدخورده
کایدخورده از ایلات بزرگ لر ساکن ایلام است، این ایل در شهرستان‌های دهلران، اندیمشک، شوش، بخش موسیان و مورموری ساکن است، جمعیت ایل کایدخورده حدود ۲۰٬۰۰۰ نفر تخمین زده می‌شود.
جنگروی
جنگروی از طوایف لر کوچک است که بنیان‌گذار اتابکان لر کوچک بودند، شجاع الدین خورشید از این طایفه بود واتابکان لر کوچک ۴۳۶ سال عمر کرد.
کاکاوند
ایل کاکاوند یکی از طوایف لر از گروه دلفان است که به زبان لکی تکلم می‌کنند. آرنولد تالبوت ویلسون در یک گزارش ارتش محرمانه بریتانیایی، در سال۱۹۱۲ ایل کاکاوند را پرطرفدارترین قبایل لرستان دانست که به راحتی برای حمله به کرمانشاه و مسیرهای اصلی تجارت، اقدام می‌کردند را معرفی کرد. این ایل ساکن استان کرمانشاه و لرستان است. مذهب کاکاوندها شیعه است اما گروهی از آنان پیرو آیین اهل حق هستند. گستره سکونت ایل در استان کرمانشاه، شهرستان هرسین و شهرستان صحنه واستان لرستان، شهرستان دلفان می‌باشد. بخش دیگری از کاکاوندها در استان قزوین و کردستان عراق ساکن هستند.
سلورزی
سلورزی یا سلاحورزی از طوایف لر ساکن لرستان و ایلام است. حمدالله مستوفی در قرن هفتم نام آن‌ها را به شکل سلبوری ذکر کرده‌است. اتابکان لر کوچک از طایفه لر جنگروی که شعبه‌ای از طایفه سلورزی است، بودند.
پس از سقوط اتابکان لر کوچک توسط شاه عباس صفوی سلسله‌ای دیگر به اسم والیان فیلی از وابستگان به این خاندان در نواحی لرستان و ایلام شکل گرفت، شخصی به‌نام حسین‌خان سولویزی از طایفهٔ سولویزی بنیان‌گذار این سلسله بود.
باجولوند
باجُولْوَنْد یکی از ایلات لر ساکن در لرستان و خوزستان است،باجولوند های لرستان اتحادیه از پنج طایفه لر اند.دالوندسگوندقایدرحمتآروانیاراحمدی ایلات باجولوند می باشند.

### طایفه ها
پاپی از ایلات لر ساکن می‌باشد، سکونتگاه پاپی‌ها لرستان، خوزستان، چهارمحال و بختیاری، کهگیلویه و بویر احمد، ایلام، قزوین و اصفهان می‌باشد.
پاپی‌ها به لری خاص خود که لری پاپیونه هست صحبت می‌کنند.
قلاوند
قلاوند یکی از طوایف بزرگ لر و جزء ایل دیرکوند است.
سکونت‌گاه اصلی قلاوندها شهرستان اندیمشک و بخش الوار گرمسیری می‌باشد.
این طایفه متشکل از ۳۰ طایفه و تیره می‌باشد که از مهم‌ترین آن‌ها می‌توان به باشاقا، بزرگ، تتر، شانظر، شاطره و کیخا اشاره کرد.
کوشکی از طوایف قدیمی لرستان و جز ایل دیرکوند می‌باشد، حمدالله مستوفی کوشکی را مهاجر از استان فارس می‌داند اما عده‌ای دیگر کوشکی را از نژاد کاسیان می‌دانند.
میرزاوند
یکی از طوایف لُر می‌باشد که قسمتی از آن‌ها در بخش الوارگرمسیری و اندیمشک و قسمتی دیگر در خرم‌آباد و در دوره چگنی ساکن هستند اسم این طایفه از اسم نیای آن‌ها به نام میرزا شکل گرفته‌است.
میرزاوند نام یکی از دهستان‌های بخش الوار گرمسیری. این دهستان در خاور بخش واقع محدود است از شمال و باختر به دهستان قیلاب بالا از جنوب به اندیمشک هوا گرمسیر آب از رودخانه‌های بالارود-زوال چشمه-چل-جوروند-محمودعلی مرتفع‌ترین قلل در این دهستان عبارتند از کوه کرک-تخت اره-کلزار این دهستان از هفت آبادی تشکیل گردیده جمعیت آن در حدود ۱۵۰۰ نفر است و قراء مهم آن عبارتند از محمودعلی-جوروند-چل ساکنان از طایفه میرزاوند می‌باشند.
عبدولی
عبدولی از طوایف بزرگ لر ساکن در کوهدشت و اندیمشک است، سکونتگاه این طایفه شهرستان کوهدشت بوده که بنا به دلایلی عده‌ای از آن‌ها به خوزستان مهاجرت کردند. در جنگ کوهدشت با سپاه انگلستان این طایفه نقش بزرگی ایفا کرده‌است.

## ایلات لر بزرگ
سرخی
سُرخی یکی از ایلات لر ساکن استان فارس می‌باشد.طوایف شش‌گانه سرخی خود را لر می‌دانند فرهنگ و گویش آن‌ها رنگ بوی اصیل لری آمیخته با مردم دشتی و دشتستان دارد
ممسنی
ممسنی ایلات لر است که در حال حاضر در شهرستان‌های ممسنی و رستم استان فارس زندگی می‌کند و از ۳ طایفهٔ رستم، بکش، جاوید تقسیم می‌شود.
مردم ایل ممسنی به گویش لری ممسنی سخن می‌گویند.
حیات‌داوودی
طایفه‌ای از لرها است که در ناحیهٔ حیات داوود دشتستان بوشهر زندگی می‌کنند. حیات داوودی‌ها یکی از چهار گروه لر بزرگ به‌شمار می‌آیند اما آن‌ها اصل خود را از حیات‌غیبی‌های خرم‌آباد می‌دانند و در نتیجه از لر کوچک می‌دانند، حیات‌داوودی‌ها به زبان لری سخن می‌گویند و شیعه مذهب هستند. و عمده سکونت آنان در حاشیهٔ شمال خلیج‌فارس است که از بندر دیلم، گناوه، بندر بوشهر و در استان خوزستان در شهرهای هندیجان، ماهشهر، اهواز زندگی می‌کنند.
ایل بویراحمدی
بویراحمدی بزرگ‌ترین ایل در ایلات کهگیلویه است، ایل بویراحمدی جز لر بزرگ محسوب می‌شود. این ایل از ۲۳ ایل ساکن کهگیلویه و بویراحمد و فارس و کرمان (شهرستان رابر)تشکیل شده‌است، سکونتگاه این ایل منطقه‌ای حدود سواحل خلیج فارس تا بهبهان و تا کوه‌پایه‌های دنا و فارس و کرمان را در بر می‌گیرد. ایل بویراحمد حدود ۶۰۰٬۰۰۰ نفر جمعیت دارد. گویش این ایل لری بویراحمدی است.
چرام
چرام از ایلات لر کهگیلویه و چهاربنیچه است که حدود ۱۰٬۰۰۰ نفر جمعیت دارد، این ایل از ۵ طایفه و ۱۳ تیره تشکیل شده‌است، نیمی از این ایل هنوز زندگی کوچرو دارند.
دشمن زیاری
دشمن‌زیاری از ایلات لر کهگیلویه است که در استان‌های کهگیلویه و بویراحمد و استان فارس زندگی می‌کنند اما بیشتر در شهرهای دهدشت و بیضا ساکن هستند. گویش این ایل لری بویراحمدی است. اصالتاً دشمن زیاری‌ها از نژاد آل کاکویه هستند.
طیبی
طیبی از ایلات بزرگ لر کهگیلویه شاخه لیراوی است که در شهرستان کهگیلویه و بهبهان، لنده و سایر شهرها ساکن هستند. این ایل ۵۰٬۰۰۰ نفر جمعیت دارد.
بهمئی
بهمئی از ایلات لر کهگیلویه شاخه لیراوی است. این ایل بزرگ‌ترین ایل در میان بلوک لیراوی است. که در خوزستان و شهرستان بهمئی ساکن هستند، این ایل به دو دسته احمدی، مهمدی تقسیم می‌شود، ایل بهمئی همانند دیگر ایلات لر شورش علیه رضاشاه انجام دادند.
باوی
ایل باوی از ایلات اصیل و ریشه دار در ایلات کهگیلویه بلوک لیراوی می‌باشد، نام این ایل به صورت بابوی و بابویی نیز ذکر شده‌است. بارون دوبد جمعیت این ایل را ۴٬۰۰۰ خانوار ذکر کرده‌است.
آغاجری
آغاجری یکی از ایلات لیراوی می‌باشد که به احتمال زیاد اصالتی ترک تبار دارند ولی از زمان‌های گذشته وارد کهگیلویه شد و جزئی از ایلات لیراوی کهگیلویه شد. که هم‌اکنون در شهرهای آقاجاری، سردشت و بهبهان زندگی می‌کنند.
این طایفه هم به مرور زمان پراکنده شده و در استانهای مختلف کشور حضور دارند.
لیراو دشت
به لرهای مناطق وسیعی از ساحل خلیج فارس که شامل سواحل شهر هندیجان تا بندر دیلم، گناوه و بوشهر و مناطقی چون دشتستان و تنگستان را در بر می‌گیرد.
بوربور
ایل بوربور از ایلات لر ایران است که امروزه در سراسر این کشور پراکنده شده‌است. از مناطق سکونت بوربورها می‌توان به آذربایجان، ورامین، خراسان شمالی، فارس و کرمان اشاره کرد. برخی از بوربورها زیرمجموعه‌هایی از ایلات دیگر چون افشار، بهارلو، بختیاری، هداوند، خمسه، قشقایی و ترکمن شده‌اند.

## ایلات بختیاری
بختیاری‌ها جزئی از لر بزرگ هستند و به زبان لری بختیاری تکلم می‌کنند.
ایل جانکی
ایل جانکی یکی از ایل‌های بزرگ بختیاری است که به دو قسمت جانکی گرمسیر و جانکی سردسیر تقسیم شده‌است. جانکی که از توابع و متعلقات مالمیر است که به نام ایذه شناخته می‌شود. خاک جانکی از لردگان تا ایذه و باغملک و رامهرمز و قسمت‌هایی از شوشتر و مسجدسلیمان محدود می‌شود. ایل جانکی از نخستین طایفه‌هایی است که از رودخانه کارون عبور کرده و به دشت ایذه و قلعه تل راه یافت. بعد از جانکی‌ها، طایفهٔ بهداروند در مالمیر سکنا گزید که بعدها توسط رضا شاه کوچانده شد.
طایفه بهوند (بهوندی)، مکوند، زنگنه، بیگدلی (طایفه‌ای از ایل بختیاری)، بلواسی، آل خورشید، ممبینی، کرد زنگنه، شیرالی، تلاوری، گورگیری (گل‌گیری) و میلاسی (بخش گرمسیری آن‌ها)
ایل دورکی
ایل دورکی یکی از چهار باب شاخه هفت لنگ و یکی از قدیمی ترین ایلات قوم لر می باشد.به گفته  رنکینگ مورخ اروپایی دورکی ها از خالص ترین نژاد های قوم لر می باشد.به گفته سردار اسعد بختیاری یل دورکی از آن دسته مردم ایرانی است که نه از جایی آمده و نه اصالتش به جایی دیگر برمی‌گردد بلکه باید ریشه این ایل را در مردم بومی خوزستان و مردم قدیم ایران یافت.جمعیت ایل دورکی در حدود ۱۴۰ سال پیش ۱۲ هزار خانوار بود.که در شهرستان های،دزفول اندیکا گتوند لالی کوهرنگ شهرکرد الیگودرز اردل مسجدسلیمان ایذه شوشتر لردگان فارسان کیار فریدونشهر اهواز آبادان خمینی شهر و فولادشهر زندگی می کنند.
ایل بهداروند
بهداروند، یا بختیاروند، طایفه‌ای از ایل بختیاری، شاخه هفت‌لنگ است. این طایفهٔ بزرگ بختیاری، به «بهداروند» یا «بختیاروند» نیز، شهرت دارد. در ساختار اجتماعی ایل بختیاری، بهداروند، به طایفه و نیز، به یکی از چهار باب تشکیل‌دهندهٔ شاخهٔ هفت لنگ بختیاری، اطلاق می‌شود.
آسترکی
آسترکی طایفهٔ بزرگی از ایل بختیاری شاخه دورکی می‌باشد. طوایف لر در ایران به دو دسته لر کوچک و لر بزرگ تقسیم می‌شوند. آسترکی از طوایف لر بزرگ است. سردسیر آن‌ها ۱. شهرستان بروجن در استان چهارمحال و بختیاری ۲. شهرستان الیگودرز و شهرستان دورود در استان لرستان
۳. شهرستان فریدون‌شهر در استان اصفهان
و گرمسیر آن‌ها در شهرستان لالی و شهرستان مسجدسلیمان در استان خوزستان است.
ایل بابادی
بابادی یکی از ۴ (یا باب) شاخه هفت لنگ بختیاری است که به دلیل تعداد خانوار و جمعیت زیاد، آن را ایل بابادی نیز می‌گویند. در حال حاضر محل سکونت اصلی ایل بابادی در
کوهرنگ، بیرگان، فارسان، مسجدسلیمان،
خانمیرزا، ایذه، اردل، لالی و شوشتر است اما در گذشته آنان نیز مانند سایر بختیاری‌ها به ییلاق و قشلاق (سردسیر و گرمسیر) کوچ می‌کردند.
منجزی
منجزی یکی از طوایف بزرگ لر بختیاری از شاخه هفت لنگ و از باب بهداروند است، این طایفه از ۹ تیره تشکیل شده‌است. سکونتگاه منجزی‌ها استان اصفهان، خوزستان و چهارمحال و بختیاری است.

## ایلات لر در قشقایی
قشقایی یا ایل قشقایی یکی از اتحادیه‌های ایلی ایران است که مانند بسیاری از اتحادیه‌های ایلی متأخر ایران مخلوطی از قبیله‌هایی با ریشه‌های قومی گوناگون ترک، لر، کرد و عرب است.

### طوایف و تیره های لر ساکن در کشکولی کوچک[۷۰]
▪︎فیلوند:اصالت لر بختیاری
▪︎پاگیر:اصالت لر بختیاری
▪︎عالیوند:اصالت لر ممسنی
▪︎کهواد:اصالت لر ممسنی
▪︎لر:اصالت لر بویراحمدی 
▪︎لک:اصالت لرستانی

### طوایف و تیره های لر ساکن در کشکولی بزرگ[۷۱]
▪︎حسن آقایی:اصالت لر زند
▪︎بوگر:اصالت لر بختیاری 
▪︎لک:اصالت لرستانی
▪︎بیگدلی لری:اصالت لر ممسنی
▪︎محمدصالحی: اصالت لر ممسنی 
▪︎گهواد:اصالت لر ممسنی
▪︎ایلونی:اصالت لر ممسنی 
▪︎احمد محمودی:اصالت لر ممسنی
▪︎گجر:اصالت لر ممسنی
▪︎مال احمدی:اصالت لر ممسن
▪︎وندا:اصالت لر ممسنی
▪︎طیب لو:لر طیبی
▪︎غوری :اصالت لر بویراحمدی 
▪︎گشتاسبی:طایفه لر مستقل 
▪︎صالحونی"طایفه مستقل  